# Лебединський повіт
Лебединський повіт — історична адміністративно-територіальна одиниця Харківської губернії Російської імперії. Адміністративний центр — місто Лебедин.

## Підпорядкування
- Утворений 1780 року за указом імператриці Катерини II від 25 квітня у складі новоствореної Харківської губернії.
- 1796 року за указом імператора Павла I від 12 грудня увійшов до складу поновленої Слобідсько-Української губернії.
- 1835 назву губернії змінено на Харківську.
- 1923 року за адміністративною реформою повіт ліквідовано з утворенням Лебединського району.

## Населення
За даними перепису 1897 року кількість мешканців становила 178 144 особи (88 681 чоловічої статі та 89 463 — жіночої).

## Адміністративний поділ
Станом на 1913 рік у повіті було 27 волостей:
- Біжівська;
- Бобрицька;
- Бобровська;
- Боровенська;
- Буймерська;
- Василівська;
- Великовисторопська;
- Верхосульська;
- Вільшанська;
- Ворожбинська;
- Ганнівська;
- Довжицька;
- Олешанська;
- Лебединська;
- Марківська;
- Мартинівська;
- Межиріцька;
- Михайлівська;
- Недригайлівська;
- Рябушкинська;
- Тернівська;
- Товстянська;
- Тучнянська;
- Червленська;
- Чупахівська;
- Штепівська;
- Ясенівська.